# Чебалин, Пётр Львович
Пётр Львович Чебалин (1910—1984) — советский писатель с Донбасса.

## Биография
Пётр Чебалин родился 10 февраля 1910 года в станице Упорная, Кубанская область. После смерти отца в 1921 году вместе с матерью приехал в Константиновку. В 1928 году окончил школу ФЗУ и работал мастером на местном стекольном заводе. В 1929 году ушёл добровольцем на работу в село как двадцатипятитысячник. В 1932 году вышла первая книга повестей «На переломе», в которой он описал село в период до коллективизации. С 1934 года — журналист, редактор журнала «Литературный Донбасс».
В годы Великой Отечественной войны Чебалин — командир пулеметного расчёта. Воевал на Юго-Западном, 1-м, 2-м, 3-м Украинских фронтах, принимал участие в Сандомирско-Силезской операции и боях за Прагу. В ходе форсирования Днепра в районе села Золотая Балка ранен, а на Сандомирском плацдарме — контужен. Победу встретил в звании старшины. Награждён орденом Отечественной войны II степени, медалями «За боевые заслуги» (двумя), «За отвагу», «За освобождение Праги», «За победу над Германией», «За трудовое отличие» (1960).
После войны Чебалин активно работал в прессе как очеркист. За этот период он написал много книг, рассказов и очерков о шахтёрах и людях колхозного села: «Хлеб», «Гордая любовь», «Мамай и Мамаевцы», «Шахтёр — это звучит гордо» и другие. После войны награждён знаком «Шахтёрская слава» III степени.
Умер 4 февраля 1984 года в Донецке.